# ザ・ストラッツ
ザ・ストラッツ(The Struts)はイギリス・ダービー出身のロックバンド。現在のメンバーは、ボーカルのルーク・スピラー(Luke Spiller)、ギターのアダム・スラック(Adam Slack)、ベースのジェド・エリオット(Jed Elliott)、ドラムのゲシン・デイヴィス(Gethin Davies)。 2012年の結成当初は、現メンバーのルーク・スピラー、アダム・スラックとベーシストのジェイミー・ビンズ(Jamie Binns)、ドラマーのレイフ・トーマス(Rafe Thomas)の4人で活動していた。 
バンドが影響を受けているアーティストとして、 クイーン、ザ・ダークネス、ザ・ローリング・ストーンズ 、エアロスミス 、デフ・レパード 、ザ・キラーズ 、ザ・スミス 、オアシス 、ザ・リバティーンズ 、マイケル・ジャクソン 、ザ・ストロークス 、マイ・ケミカル・ロマンスなどが挙げられる。    

## 歴史

### バンドの結成と初期の活動

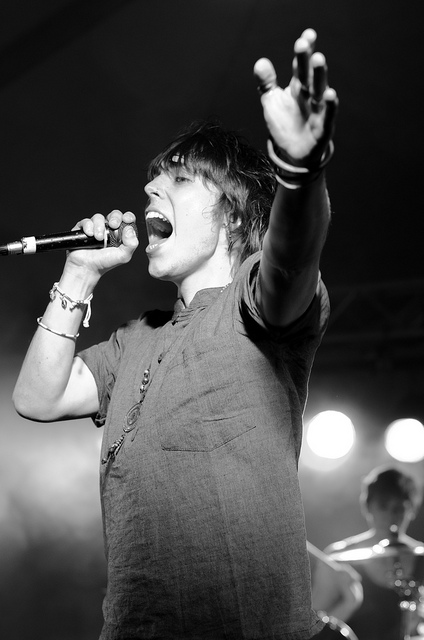
ルーク・スピラーのパフォーマンス(2012年)

シンガーソングライターのルーク・スピラーは、クリスチャンの家に生まれ ブリストルで育った。 幼少期に触れていた音楽は主にゴスペルに限られていたが、7歳の時に マイケル・ジャクソンの『オフ・ザ・ウォール』と出会う。 マイケル・ジャクソンに影響を受け、当初はコンテンポラリー・ダンサーになることに憧れていたが、11歳になる頃までに、レッド・ツェッペリン、クイーン、 AC / DC 、レナード・コーエンを聴くようになり、鏡の前でマイケル・ジャクソンになりきるだけでなく、ボン・スコットとフレディ・マーキュリーの真似もしていた。10代になるとバンドで演奏するようになり、16歳になってようやくボーカルとして歌い始めた。    
2009年、当時クリーブドンに住んでいたルーク・スピラーは、彼と同様10代の頃からバンドを組みダービーを拠点に活動していたギタリスト/シンガーソングライターのアダム・スラックと知り合う。当時各々のバンドが解散しかかっていた2人はすぐに意気投合。ルーク・スピラーがダービーに拠点を移し、アダム・スラックと一緒に住み、曲を作り、レコーディングをする生活を3年近くに渡って続けた。ベースとドラムについては、2人の共通の友人であったジェイミー・ビンズとレイフ・トーマスがメンバーに加わった。 2012年、ベーシストとドラマーがそれぞれジェド・エリオットとゲシン・ディヴィスに交代し、ザ・ストラッツが結成された。  

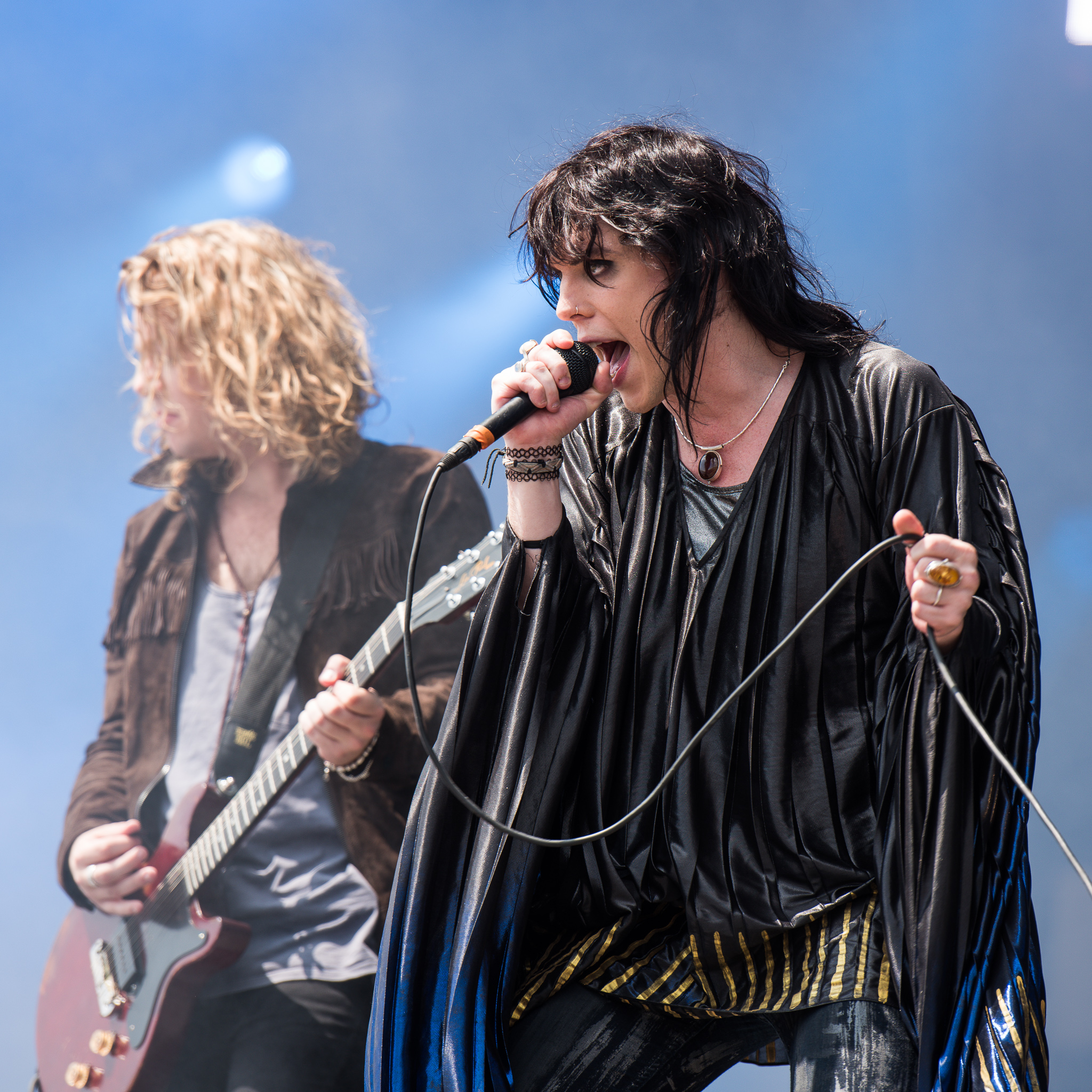
オリジナルメンバーであるアダム・スラック(左)とルーク・スピラー(右)のロック・イム・パルク2016でのパフォーマンス

ザ・ストラッツというバンドの名前は、リハーサル中に発せられた何気ない一言に由来する。ルーク・スピラーは2015年のインタビューで次のように語っている。「俺はただ動き回っていただけなんだけど、誰かに『君ってよく気取った感じで闊歩(=strut)してるよな』と言われて。それ以来、この名前が気に入っている。先に同じ名前をつけたバンドがいなかったのが不思議なくらいだよ。」    
バンドはイギリス全土で精力的にライブを行った。たちまちファンを獲得すると、2012年の6月にファースト・シングル『I Just Know』をリリース。当初契約を交わしていたフューチャー・レコードの権利譲渡に伴いヴァージンEMIレコードに転籍することとなり、その後4曲入りEP『キス・ディス』をリリースした。 
ザ・ストラッツはイギリスとフランスで広範囲に渡ってツアーを行い、2014年にはザ・ローリング・ストーンズのパリ公演で8万人の観客を前にオープニングアクトを務めた。 同年夏、ワイト島音楽祭でのライブを含む24日間のツアーを敢行。ルーク・スピラーの衣装は、かつてフレディ・マーキュリーの衣装を手掛けていたザンドラ・ローズがデザインした。ルーク・スピラーの為に彼女が衣装を製作する様子は、後にBBCのドキュメンタリー『Oh You Pretty Things：The Story of Music and Fashion』で取り上げられた。  
ザ・ストラッツのライブバンドとしての評判が高まるにつれて、観客の数は伸び、ライブのチケットが完売となることもしばしばだった。ルーク・スピラーのフロントマンとしての才能はマスコミに頻繁に取り上げられ、「類まれなる魅力を持った人物」「観る者を魅了してやまないエンターテイナー (中略)力強く、表現豊かな歌声で、非常に広い声域の持ち主」と評価されている。彼の外見とステージでの存在感は、イギリスの音楽誌『Get to the Front』のRoger Goodgrovesに「音楽的な比喩を使うとすれば、彼はフレディ・マーキュリーとミック・ジャガーの間に生まれた子だ」と言わしめている。  
マイク・オールドフィールドは、自身の2014年のアルバム『Man on the Rocks』の製作にルーク・スピラーをボーカルとして迎え入れた。当初は1曲だけ歌うはずが、マイク・オールドフィールドの意向により、最終的にはルーク・スピラーが全ての楽曲においてメインボーカルを務めることになった。「彼は私よりずっとロックスターらしく歌える」とマイク・オールドフィールドは語っている。    
ザ・ストラッツの最初のテレビ出演は、Vintage TVチャンネルの「Live Sessions」という番組で、Toyah、ニック・カーショウ、Judie Tzukeといったベテランのアーティストと共に出演した。番組は2014年1月にロンドン・バラムにあるThe Bedfordというライブハウスで撮影され、3月20日に放映された。 この時に演奏したのは『キス・ディス』と『クッド・ハヴ・ビーン・ミー』の2曲である。 

### 『エヴリバディ・ウォンツ』(2014-2017年)

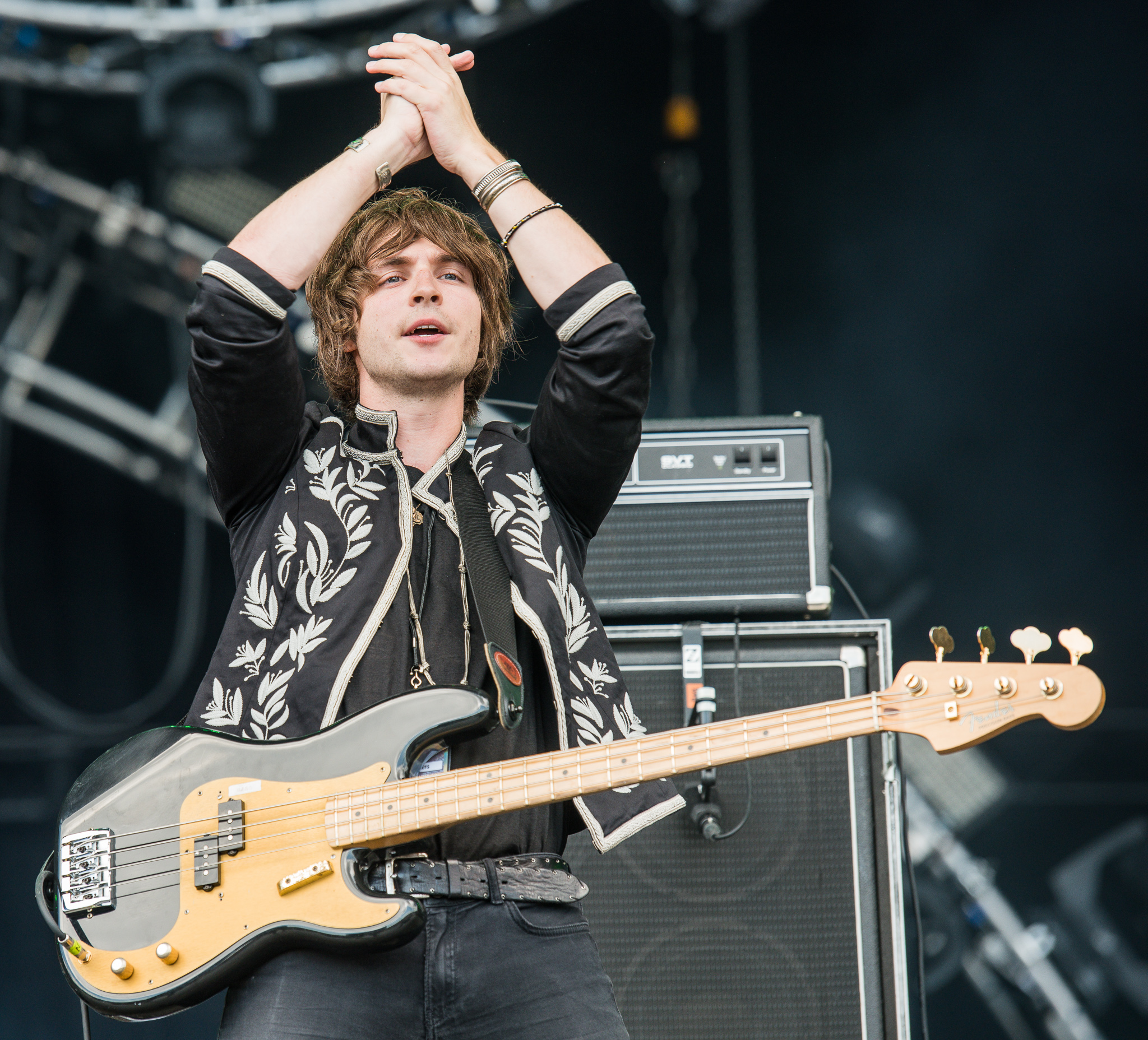
ロック・イム・パルク2016でのジェド・エリオット

2014年7月にデビューアルバム『エヴリバディ・ウォンツ』をイギリスでリリース。UKチャート入りし、高評価を受けた。  2015年初め、ザ・ストラッツはインタースコープ・レコード/ポリドール・レコードと契約を交わし、同年8月にEP『Have You Heard』をリリースしアメリカデビューを果たした。アルバムのプロモーションの為、9月にはアメリカツアーを開始。20公演は全て完売となり、ロサンゼルスのナイトクラブThe Troubadourで行われたライブはチケット販売開始から30分で売り切れとなった。リード・シングルの『クッド・ハヴ・ビーン・ミー』は、スポティファイのバイラルチャートトップ50で1位、 iTunesのロックシングルチャートで4位、アメリカのAlternative RadioとActive rockのチャートでそれぞれ5位と10位にランクインし、さらにWWE(World Wrestling Entertainment)の番組NXTによる2015年の有料プログラム『NXT TakeOver: London』の公式主題歌として使用された。この曲のミュージックビデオはジョナス・アカーランドが監督し、VEVOでリリースされてから2ヶ月で150万回以上再生された。 
ザ・ストラッツは2015年初めに活動拠点をロサンゼルスに移した。 2015年8月に放映された『ジミー・キンメル・ライブ!』でアメリカでのテレビ初出演を果たすと、翌月USAトゥデイに「ブレイク直前のバンド」として紹介される。同年12月にはアメリカのテレビ番組『Late Night with Seth Meyers』に出演した。  
2016年1月、同年3月4日にFreesolo/インタースコープ・レコード/ユニバーサル・ミュージック・カナダから『エヴリバディ・ウォンツ』を再リリースすると発表。こちらのバージョンには、イギリスでリリースされたオリジナル版にはない5曲が新たに収録されている。  
2016年8月9日、『Not in This Lifetime...ツアー』中のガンズ・アンド・ローゼズがサンフランシスコのオラクル・パーク(当時の名称はAT&Tパーク)で行ったライブでオープニングアクトを務め、そこでニュー・シングル『プット・ユア・ハンズ・アップ』を披露した。 
2017年3月3日、5曲入りのアコースティックEP『Live And Unplugged』をリリース。このアルバムには、ザ・ヴァクシーンズの『I Always Knew』とドレイクの『Hotline Bling』のカバーメドレーも収録されている。 
2017年7月、ケベックシティで行われたザ・フーのライブのオープニングアクトに抜擢。8万人以上の観客を前に演奏し、これはザ・ストラッツが今まで立ったことのあるステージとしては最大のものである。 
2017年9月23日、『No Filterツアー』中のザ・ローリング・ストーンズがイタリアのルッカで行ったライブで再びオープニングアクトを務めた。 
2017年10月12日、ワシントンD.C.にあるライブハウスThe Anthemで行われたこけら落とし公演において、『Concrete and Goldツアー』の北米公演の1つとして出演したフー・ファイターズのオープニングアクトを務めた。

### 『ヤング＆デンジャラス』（2018年–2020年）

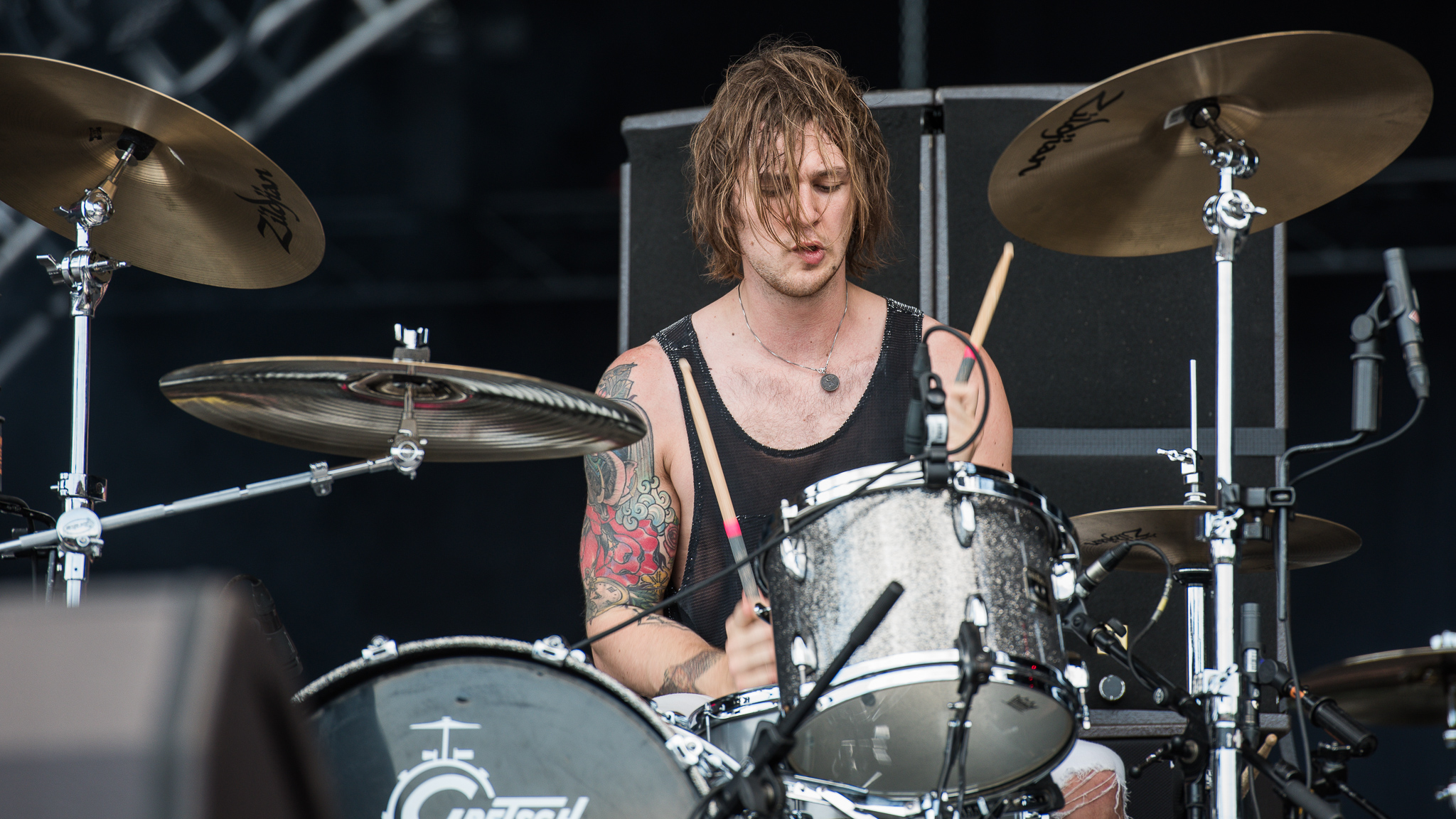
ロック・イム・パルク2016でのゲシン・デイヴィス

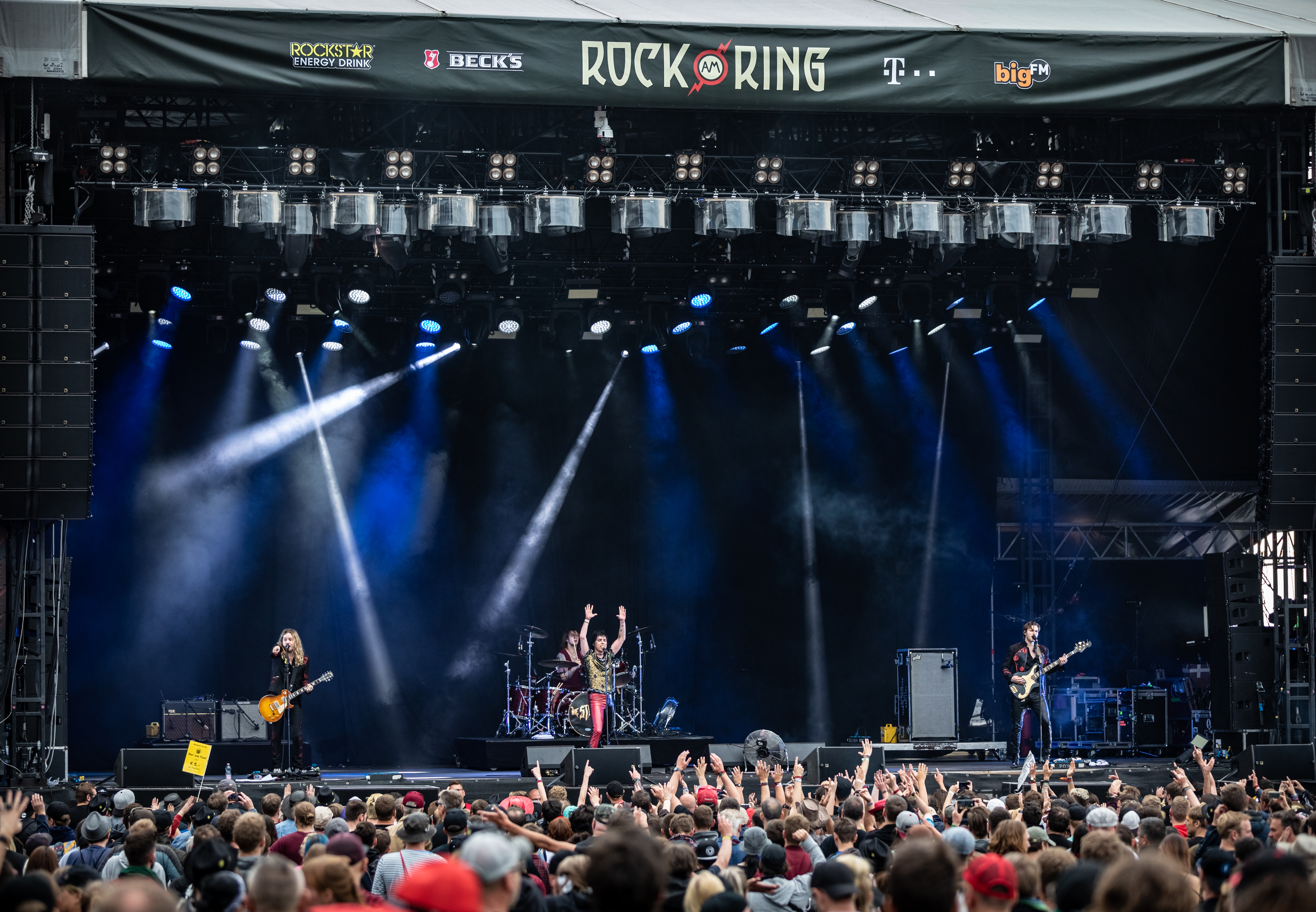
ロック・アム・リング2019でのザ・ストラッツのライブ

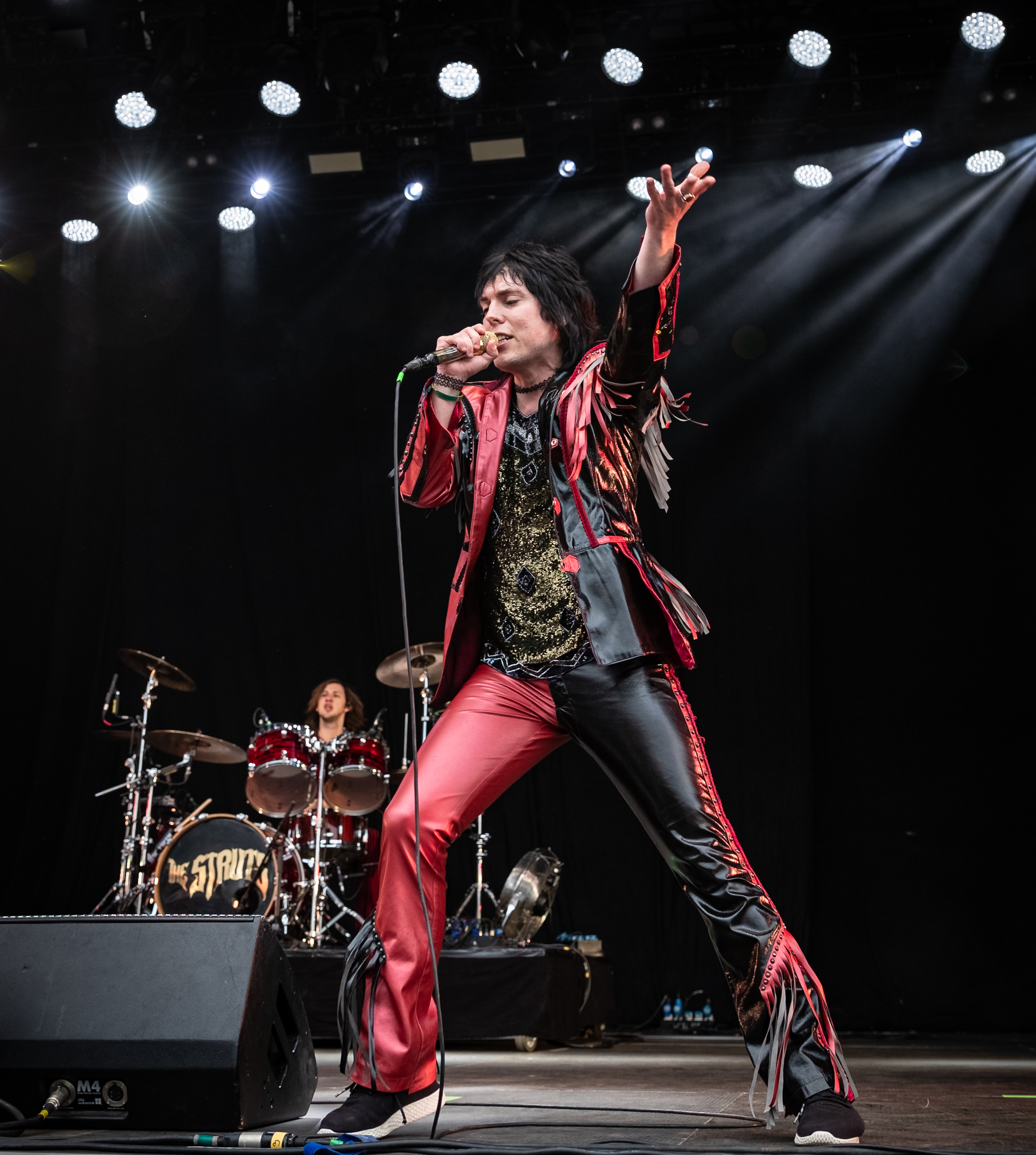
ロック・アム・リング2019でのルーク・スピラー

2018年6月、バンドがセカンドアルバムのレコーディングを終え、ミキシングの最終段階にあることが発表された。ルーク・スピラーはインタビューにおいて、「誰もが楽しんでくれるアルバムになると思う。僕たちバンドはファーストアルバムとそれに収録されている曲を随分長い間演奏してきたけれど、他の人たちにとっては比較的新しいアルバムだということはよく分かっていた。だから、セカンドアルバムはファーストアルバムから少しだけ進化したようなものにすることが非常に重要だと思った。全く違う物にするのは嫌だったし、ファーストアルバムから音楽的に離れてしまわないようにした。ファーストアルバムを気に入ってくれた人たちに、もっとその音楽を届けることが大切だと考えている。」と語った。 
フー・ファイターズとのツアーを終えたザ・ストラッツは、ヘッドライナーとしてSpirit Animal/ White Reaperと共に『ボディ・トークス・ツアー』を敢行。
さらに、シングル曲『ボディ・トークス』のリミックスではアメリカ人シンガーソングライターのケシャとコラボした。   9月にはシングル曲の『ブレットプルーフ・ベイビー』を発表。そして2018年10月26日にセカンドアルバム『ヤング＆デンジャラス』がリリースされた。  2019年、ザ・ストラッツはまずアメリカでツアーを行い、その後行われたイギリス及びヨーロッパツアーには、バンドメンバー、特にルーク・スピラーと親しいKyle Falconerがサポートアクトとして参加した。 
ルーク・スピラーによると、2020年は新曲が発表出来るのではないかとのことだが、アルバムではなく、ミュージックビデオ付きで何曲かシングル曲をリリースすることもバンドとして検討していると話している。 

### 『ストレンジ・デイズ』（2020年–現在）
2020年8月28日、アルバート・ハモンドJr.（ザ・ストロークス）が参加した『アナザー・ヒット・オブ・ショーマンシップ 』をリリースしニューアルバムの発売を発表。さらに9月2日にアルバムタイトルでもありロビー・ウィリアムスが参加している『ストレンジ・デイズ 』をリリース。その後、10月16日にアルバム『ストレンジ・デイズ』を発表。
　2020年春、コロナウイルス感染症の検査を受け安全を確認してから、プロデューサー、ジョン・レヴィーンのLAの家に泊まり込み、ロックダウン中に10日間で10曲をレコーディング。10曲のうち1曲はKISS「ドゥ・ユー・ラヴ・ミー」のカヴァー・ヴァージョン。これまでツアー中に時間を見つけて様々な場所で様々なプロデューサーと制作してきたザ・ストラッツにとって、初めて同じ場所で同じプロデューサーと集中して制作したアルバム。日本盤のみボーナス・トラック3曲収録（サマーソニック2019ライヴ音源）
　ルーク・スピラーは「前々からやりたかったこをやるチャンスが巡ってきた。滞在型のスタジオに住み込んで、バンドとプロデューサーだけで他人は一切かかわらず、アイデアをどんどん出す」と語っている。

## ディスコグラフィー

### スタジオアルバム
| リリース年 | アルバム名                             |
| ---------- | -------------------------------------- |
| 2014       | 『エヴリバディ・ウォンツ』             |
| 2016       | 『エヴリバディ・ウォンツ』(再リリース) |
| 2018       | 『ヤング＆デンジャラス』               |
| 2020       | 『ストレンジ・デイズ』                 |

### EP
| リリース年 | アルバム名             |
| ---------- | ---------------------- |
| 2014       | 『キス・ディス』       |
| 2015       | 『Have You Heard...』  |
| 2017       | 『Live and Unplugged』 |

### シングル
| リリース年 | 曲名 |
| ---------- | --- |
| 2012       | 『I Just Know』 |
| 2013       | 『クッド・ハヴ・ビーン・ミー』 |
| 2014       | 『キス・ディス』 『プット・ユア・マネー・オン・ミー』 |
| 2016       | 『ダーディ・セクシー・マネー』 『オンリー・ジャスト・ア・コール・アウェイ』 『プット・ユア・ハンズ・アップ』 『Ballroom Blitz』(映画『スウィート17モンスター』の挿入歌として使われた、スウィートによる楽曲のカバー。)                                       |
| 2017       | 『ワン・ナイト・オンリー』 |
| 2018       | 『ボディ・トークス』(ソロ及びケシャとのコラボ) 『プリマドンナ・ライク・ミー』 『ブレットプルーフ・ベイビー』 『ファイアー（パート1)』 |
| 2019       | 『イン・ラヴ・ウィズ・ア・カメラ』 『ダンシング・イン・ザ・ストリート』 『PEGASUS SEIYA』 『アイ・ドゥ・イット・ソー・ウェル』 『タトラー・マガジン』 |
| 2020       | 『アナザー・ヒット・オブ・ショーマンシップ with アルバート・ハモンドJr.』 『ストレンジ・デイズ with ロビー・ウィリアムス』 |
| 2021       | 『ロウ・キー・イン・ラヴ with パリス・ジャクソン』 『ウィ・ウィル・ロック・ユー』（クイーンのカヴァー。『エヴリバディ・ウォンツ』日本盤アルバムにボーナス・トラックとして収録済。アメリカでLG ElectronicsのキャンペーンCMに起用され、グローバルでリリース） |
| 2022       | 『Fallin’ With Me』 |

### ミュージックビデオ
| リリース年 | 曲名                                               | 監督                   |
| ---------- | -------------------------------------------------- | ---------------------- |
| 2012       | 『I Just Know』(バージョン1)                       | 情報なし               |
| 2013       | 『I Just Know』(バージョン2)                       | Rhys Frampton          |
| 2014       | 『キス・ディス』(バージョン1)                      | Ed Hobsen              |
| 2014       | 『ロイヤルズ』(ロードによる楽曲のカバー)           | 情報なし               |
| 2014       | 『Matter of Time』                                 | 情報なし               |
| 2014       | 『プット・ユア・マネー・オン・ミー』               | Rhys Frampton          |
| 2015       | 『クッド・ハヴ・ビーン・ミー』                     | ジョナス・アカーランド |
| 2016       | 『キス・ディス』(バージョン2)                      | Greg Watermann         |
| 2017       | 『ワン・ナイト・オンリー』                         | Ryan Hunter Phillips   |
| 2018       | 『ボディ・トークス』                               | Greg Watermann         |
| 2018       | 『ボディ・トークス』(ケシャとのコラボバージョン)   | Lagan Sebert           |
| 2018       | 『プリマドンナ・ライク・ミー』                     | Greg Watermann         |
| 2019       | 『イン・ラヴ・ウィズ・ア・カメラ』                 | 情報なし               |
| 2019       | 『ダンシング・イン・ザ・ストリート』               | Sebastian Savino       |
| 2019       | 『アイ・ドゥ・イット・ソー・ウェル』               | Bryson Roatch          |
| 2019       | 『タトラー・マガジン』                             | Bryson Roatch          |
| 2019       | 『サムバディ・ニュー』                             | Bryson Roatch          |
| 2019       | 『Inside Your Mind』(The 1975による楽曲のカバー)   | Bryson Roatch          |
| 2020       | 『ストレンジ・デイズ with ロビー・ウィリアムス』   | Chris Applebaum        |
| 2021       | 『ロウ・キー・イン・ラヴ with パリス・ジャクソン』 | Bryson Roatch          |
| 2022       | 『Fallin' With Me』                                | Bryson Roatch          |

## 参照資料
1. ↑  Buchanan. “The Struts”. All Music.   All Music Guide. 2015年10月21日閲覧。
2. 1 2 3  Kaplan. “Introducing the Struts”. Popular.   Popular. 2015年10月22日閲覧。
3. ↑  “The Struts, Hello Operator, Titan’s Troubadours”. Fibbers.   Fibbers. 2015年10月22日閲覧。
4. 1 2  Hissong (2015年10月16日). “THE STRUTS HIT THE STATES”. Hits Daily Double.   Hits. 2015年10月22日閲覧。
5. 1 2  Probert, Sarah (2014年5月20日). “Indie Newcomers Ready to Strut Their Stuff”. Birmingham Mail 2015年10月22日閲覧。
6. 1 2  B., Jackie (2014年5月30日). “The Struts Devon Frontman is Ready to Seize the Crown”. Western Morning News.  オリジナルの2015年8月24日時点におけるアーカイブ。 2015年10月22日閲覧。
7. 1 2  Tilles (2015年9月30日). “The Struts Channel Classic British Rock Icons”. radio.com.   Radio. 2015年10月22日閲覧。
8. 1 2  Ryan, Patrick (2015年9月14日). “On The Verge: The Struts”. USA Today 2015年10月21日閲覧。
9. ↑  Dyroff, Denny (2015年9月13日). “On Stage”. Coatesville Times 2015年10月22日閲覧。
10. ↑  “BBC Four - Oh You Pretty Things: The Story of Music and Fashion, Idols, Zandra Rhodes designs for Luke Spiller of The Struts”.   Bbc.co.uk. 2015年9月18日閲覧。
11. 1 2  Hawley, Zena (2014年5月28日). “The Struts: Derby band to support Rolling Stones in Paris gig”. Derby Telegraph.  オリジナルの2015年10月31日時点におけるアーカイブ。 2015年10月22日閲覧。
12. ↑  “The Struts announce debut album 'Everybody Wants'”. Music-news.com (2014年5月24日). 2015年10月22日閲覧。
13. ↑  Gislena (2014年10月30日). “The Struts - Dingwalls, Camden - October 21 2014 (Live Review)”. Stereoboard.com. 2015年10月22日閲覧。
14. ↑  “Mike Oldfield interview: 'I am a man of extremes'”. Telegraph.co.uk (2014年3月7日). 2015年9月18日閲覧。
15. ↑  “HOME IS WHERE I CHARGE MY PHONE – THE STRUTS – INTERVIEW WITH LUKE SPILLER”. entertaim.net (2019年10月29日). 2019年10月29日閲覧。
16. ↑  “Catch Up - Vintage TV - It's all about the music”. Web.archive.org (2016年2月15日). 2018年12月31日閲覧。
17. ↑  “Eric Clapton and Friends take on Ed Sheeran in this week's albums race”. Official Charts.   Official Charts (2014年7月30日). 2015年10月22日閲覧。
18. ↑  “HOME IS WHERE I CHARGE MY PHONE – THE STRUTS – INTERVIEW WITH LUKE SPILLER”. entertaim.net (2019年10月29日). 2019年10月29日閲覧。
19. ↑  Frometa, RJ (2014年12月14日). “The Struts (@TheStruts) tours dates + "Kiss This" on Seth Meyers December 14”. Vents Magazine 2016年2月4日閲覧。
20. ↑  “UK BREAKOUT BAND THE STRUTS TO RELEASE ANTICIPATED DEBUT ALBUM EVERYBODY WANTS MARCH 4”. Universal Music (Press release). (2016年1月19日) 2016年2月4日閲覧。
21. ↑  Olozia, Jeff (2016年1月15日). “Meet the Glam Rock Frontman Channeling Freddie Mercury”. New York Times 2016年2月4日閲覧。
22. ↑  “The Struts Release New Song, "Put Your Hands Up"; Opening for Guns N' Roses - Music News - ABC News Radio” (英語). ABC News Radio. 2018年2月12日閲覧。
23. ↑  Desk, BWW News. “The Struts to Open First Leg of Foo Fighters' U.S. Tour; Lsten to Teaser of New Single” (英語) 2018年2月12日閲覧。
24. ↑  Lifton. “Listen to the Struts' New Single, 'Body Talks'”. Ultimate Classic Rock. 2018年12月31日閲覧。
25. ↑  Reed, Ryan (July 18, 2018). “The Struts Announce Headlining North American Tour”. Rolling Stone 2018年7月19日閲覧。.
26. ↑  “The Struts Announce Exclusive Collaboration with Kesha on Elvis Duran and the Morning Show | Elvis Duran | Elvis Duran and the Morning Show” (英語). Elvis Duran 2018年8月29日閲覧。
27. ↑  “Kesha Reveals Artwork for Upcoming The Struts Collaboration 'Body Talks'”. Billboard 2018年8月29日閲覧。
28. ↑  Colburn. “The Struts announce new album, Young & Dangerous, share "Bulletproof Baby"”. Consequence of Sound. 2018年9月17日閲覧。
29. ↑  “HOME IS WHERE I CHARGE MY PHONE – THE STRUTS – INTERVIEW WITH LUKE SPILLER”. entertaim.net (2019年10月29日). 2019年10月29日閲覧。
30. ↑  “HOME IS WHERE I CHARGE MY PHONE – THE STRUTS – INTERVIEW WITH LUKE SPILLER”. entertaim.net (2019年10月29日). 2019年10月29日閲覧。
31. ↑  “ストレンジ・デイズ[CD - ザ・ストラッツ - UNIVERSAL MUSIC JAPAN]”. ザ・ストラッツ. 2022年12月29日閲覧。
32. ↑   (日本語) The Struts - "Strange Days" Album Trailer (Part 1) 2022年12月29日閲覧。
33. ↑  “The Struts - 'I Just Know' (Official Video)”. www.youtube.com.   YouTube. 2019年1月20日閲覧。
34. ↑  “Kiss This (2014)”. imvdb.com.   IMVDB. 2019年1月20日閲覧。
35. ↑  “The Struts - Put Your Money On Me (Official Music Video)”. www.youtube.com.   YouTube. 2019年1月20日閲覧。
36. ↑  “The Struts Release Video for 'Primadonna Like Me'”. www.broadwayworld.com.   Broadway World. 2019年1月20日閲覧。
37. ↑  “The Struts Release Music Video for "One Night Only"”. thepreludepress.com.   The Prelude Press. 2019年1月20日閲覧。
38. ↑  “The Struts Release Video for 'Primadonna Like Me'”. www.broadwayworld.com.   Broadway World. 2019年1月20日閲覧。
39. ↑  “The Struts release new version of ‘Body Talks’ ft. Kesha”. ventsmagazine.com.   Vents Magazine. 2019年1月20日閲覧。
40. ↑  “The Struts Release Video for 'Primadonna Like Me'”. www.broadwayworld.com.   Broadway World. 2019年1月20日閲覧。
41. ↑  “The Struts - Dancing In The Street”. www.youtube.com.   YouTube. 2019年7月18日閲覧。
42. ↑  “Classic Rock”. twitter.com.   Twitter. 2019年11月20日閲覧。
43. ↑  “The Struts”. twitter.com.   Twitter. 2019年11月20日閲覧。
44. ↑  “The Struts”. twitter.com.   Twitter. 2019年11月20日閲覧。
45. ↑  “The Struts - Inside Your Mind (Official Video)”. www.youtube.com.   YouTube. 2019年12月4日閲覧。
46. ↑  published, Classic Rock (2020年9月10日). “The Struts share video for Strange Days, featuring pop superstar Robbie Williams” (英語). loudersound. 2023年1月2日閲覧。
47. ↑  “https://twitter.com/thestruts/status/1384911656258572290”. Twitter. 2023年1月2日閲覧。
48. ↑  “https://twitter.com/thestruts/status/1565741970185752579”. Twitter. 2023年1月2日閲覧。